# Roszowicki Las
Roszowicki Las (dodatkowa nazwa w j. niem. Roschowitzwald, w latach 1936-45 Eichrode) – wieś w Polsce, położona w województwie opolskim, w powiecie kędzierzyńsko-kozielskim, w gminie Cisek.
W latach 1975–1998 wieś administracyjnie należała do ówczesnego województwa opolskiego.
| SIMC    | Nazwa     | Rodzaj    |
| ------- | --------- | --------- |
| 0492894 | Głogowiec | część wsi |
| 0492902 | Szypowiec | część wsi |

## Historia
Folwark Roszowicki Las powstał w 1750 na leśnych gruntach wsi Roszowice.
Grunty pod osadę wykupił od hrabiego von Gaschina młynarz Damboń, który został pierwszym osadnikiem. 
Rodzina Damboń wciąż zamieszkuje w swoim gospodarstwie w Roszowickim Lesie (już ponad 250 lat), a grobowce jej przedstawicieli znajdują się na miejscowym cmentarzu przykościelnym. Pieniądze ze sprzedaży gruntów zasiliły fundację klasztoru na Górze św. Anny, z której hrabia von Gaschin w XVIII w. odnawiał kaplice kalwaryjskie. W 1845 wieś liczyła już 99 domów i 628 mieszkańców.
W 2014 roku mieszkańcy Roszowickiego Lasu wraz z mieszkańcami sąsiednich miejscowości zostali uhonorowani Nagrodą im. Jana Rodowicza „Anody” za wspieranie oddziału hematologii i onkologii dziecięcej Kliniki w Zabrzu.

## Zabytki
Do wojewódzkiego rejestru zabytków wpisany jest:
- kościół par. pw. św. Antoniego Padewskiego, neoromański z l. 1912–1914; ziemię pod kościół oraz kamień węgielny ufundował w 1912 Joseph Damboń, właściciel miejscowego młyna i gospodarstwa, potomek założyciela wsi Roszowicki Las. Jest kościołem parafialnym.

## Archeologia
Na terenie wsi znajdują się ślady osady z okresu celtyckiej kultury lateńskiej.
Pierwsze penetracje archeologiczne na jej terenie miały miejsce w I połowie XX w., a zabytki z tych prac trafiły do muzeum w Raciborzu w 1931 i do Muzeum Śląska Opolskiego w Opolu w 1932.
Badania i prace archeologiczne na większą skalę rozpoczęto tu w ostatnim ćwierćwieczu XX w. Prowadzone były przez naukowców z Katedry Archeologii Uniwersytetu Wrocławskiego.

## Edukacja
- Publiczna Szkoła Podstawowa w Roszowickim Lesie, ul. Szkolna 12